# Tobołów (stacja kolejowa)
Tobołów – zlikwidowana wąskotorowa stacja kolejowa, w gminie Giby, w województwie podlaskim, w Polsce.